# Kokuszka
Kokuszka – wieś w Polsce, położona w województwie małopolskim, w powiecie nowosądeckim, w gminie Piwniczna-Zdrój.
Wieś królewska Kokoszka, położona była w drugiej połowie XVI wieku w powiecie sądeckim województwa krakowskiego.  W latach 1975–1998 miejscowość administracyjnie należała do województwa nowosądeckiego.

## Położenie geograficzne
Niewielka wieś (sołectwo) w pn.-wsch. części Gminy Piwniczna -Zdrój, w wąskiej dolinie potoku Jaworzyna (Jaworzynka) i na sąsiednich zboczach Bystrej, Dermanowskiego Wierchu, Cycówki, Skały, Gronia i Granicy. Źródła Jaworzyny (Jaworzynki) znajdują się pod grzbietem pasma Zadnich Gór (968 m n.p.m.) i Hali Pisanej. Zabudowania wsi znajdują się na wys. 400–500 m n.p.m., niektóre przysiółki sięgają 900 m n.p.m. (Łaziska na Hali Jaworzyna).
Sołectwo graniczy z: miastem Piwniczna-Zdrój (Łomnickie, Zawodzie), Łomnicą-Zdrój, gm. Nawojowa (Złockie), gm. Rytro (Sucha Struga) i Głębokim.

## Integralne części wsi
| części wsi | Brzeg, Czerteż, Czesanki, Dermanówka, Dwór, Fiedorek, Górny Koniec, Gronik, Jasionowa, Jaworzyna, Kaczanówka, Koszarzyska, Królewska, Leskowskie, Łazisko, Markowina, Młyn, Pająkówka, Polakówka, Roztoki, Skała, Smydy, Trzmielówka, Wyrąb, Zadnie Góry, Za Górą |

## Historia
Kokuszka założona została 1 sierpnia 1570 r. „na surowym korzeniu” w dolinie potoku Kokoska (dzisiaj Jaworzynka) na mocy przywileju króla Zygmunta Augusta. Zasadźcą Kokuszki został piwniczanin Jerzy Liptak, jej późniejszy sołtys.
Nazwa miejscowości wywodzi się od płynącego przez nią potoku wówczas zwanego Kokoska, o czym wspomina się w akcie lokacyjnym „którą od tejże rzeki Kokoszą nazwaną być chcemy”. Opowieści ludowe wiążą nazwę wsi z kurą.
Założona wieś była własnością miasta Piwnicznej. Od 1770 r. w państwie Habsburgów, po 1781 r. austriacka własność państwowa (K.k. Cameral Amt). Od 2 poł. XIX w. i przez XX w. wieś miała charakter letniskowy i stanowiła zaplecze piwniczańskiego uzdrowiska.
W latach 1955–1972 była gromadą GRN Piwniczna-Wieś. Od 1973 r. jest sołectwem MiG Piwniczna-Zdrój.
Od roku 2005 funkcjonuje stacja narciarska z noclegami, oświetlonym stokiem i wyciągiem o długości 600 m.

## Demografia
Ludność według spisów powszechnych, w 2009 według PESEL.
| Rok    | 1900 | 1921 | 1931 | 2002 |
| Liczba | 81   | 90   | 102  | 108  |

| Zwierzęta | Konie | Bydło | Owce | Świnie |
| Liczba    | 11    | 216   | 148  | 32     |